# 南渥太華鎮區 (伊利諾伊州拉薩爾縣)
南渥太華鎮區（英語：South Ottawa Township）是位於美國伊利諾伊州拉薩爾縣的一個行政鎮區。

## 地方資料
根據2010年美國人口普查的數據，南渥太華鎮區的面積為54.50平方千米，當中陸地面積為50.90平方千米，而水域面積為3.60平方千米。當地共有人口8093人，而人口密度為每平方千米148.5人。